# American MILF
American MILF è un film pornografico a tema di commedia americano prodotto dalla piattaforma MILFY del gruppo Vixen Media Group .

## Trama
La serie segue le vite di un gruppo affiatato di migliori amiche, MILF, ognuna con la propria storia e i propri segreti nella ricca periferia  di Los Angeles.

## Scene
- Capitolo 1: Serenity Cox, Isiah Maxwell [1]
- Capitolo 2: Christy Canyon, Phoenix Marie, Parker Ambrose [3]
- Capitolo 3: Brandi Love, Hollywood Cash, Derek Savage [4]
- Capitolo 4: Maitland Ward, Dan Damage [5]
- Capitolo 5: Christy Canyon, Phoenix Marie, Brandi Love, Maitland Ward, Serenity Cox, Jason Luv [6]
- Capitolo bonus: Reagan Foxx, Jay Romero [7]

## Pubblicazione
Il film è stato originariamente distribuito in streaming il 31 luglio 2024 e successivamente reso disponibile in DVD (23 settembre 2024).

## Riconoscimenti
AVN Awards
- 2025 - Best MILF Movie Or Collected Release[9]
- 2025 - Mark Stone Award For Outstanding Comedy[10]

XBIZ Awards
- 2025 - Best Comedy Movie[11]
- 2025 - Best Acting - Lead a Maitland Ward[12]
- 2025 - Best Sex Scene - Comedy Movie a Maitland Ward, Brandi Love, Phoenix Marie, Serenity Cox, Christy Canyon e Jason Luv[13]
- 2025 - Best Editing[14]